# Фокс Ривер (Аљаска)
Фокс Ривер (енгл. Fox River) насељено је место без административног статуса у америчкој савезној држави Аљаска.

## Демографија
По попису из 2010. године број становника је 685, што је 69 (11,2%) становника више него 2000. године.
| Група             | 2000.       | 2010.       |
| Белци             | 614 (99,7%) | 677 (98,8%) |
| Афроамериканци    | 0 (0,0%)    | 0 (0,0%)    |
| Азијати           | 0 (0,0%)    | 8 (1,2%)    |
| Хиспаноамериканци | 1 (0,2%)    | 0 (0,0%)    |
| Укупно            | 616         | 685         |